# Numerația greacă
După adoptarea alfabetului fenician (sec. IX î.Hr.), în spațiul geografic în care s-a dezvoltat vechea civilizație și cultură elenă (peninsula balcanică, coasta apuseană a Asiei Mici, insulele Mării Egee și mai târziu coloniile din sudul Italiei și Siciliei) au apărut și au coexistat mai multe sisteme de numerație, toate fiind de tipul zecimal aditiv nepozițional. 
Vechea Eladă nu era Grecia unificată de azi, ea fiind fărâmițată în mici  state-orașe independente și necooperante (polisuri). Fiecare din aceste polisuri avea un sistem monetar și de măsurare (greutăți, capacități, suprafețe, distanțe, etc.) propriu. De regulă, ele aveau și utilizau și propriul lor sistem de numerație. Dominația politică și/sau economică a uneia dintre aceste polisuri atrăgea după sine și impunerea  propriului sistem de numerație, acesta devenind dominant pentru o anumită perioadă în zona controlată. 
Până la introducerea numerației arabe (sec XV d.Hr.), vechii greci nu aveau simboluri dedicate special cifrelor, așa cum aveau alte civilizații. Ei foloseau în locul acestora (în două moduri diferite) literele alfabetului, fiind creditați pentru două invenții în domeniul numerației: inventarea cifrelor acrofonice și a cifrelor alfabetice:
- cifrele acrofonice – semnele pentru cifre erau reprezentate prin inițiala majusculă a numelui lor (în lb. greacă akros  înseamnă extrem, cel mai de sus, în vârf, cel mai important iar phone înseamnă voce, sunet, adică, în acest caz, inițiala cuvântului);
- cifrele alfabetice – semnele folosite erau literele minuscule ale alfabetului grec;

Cele două variante de cifre erau folosite în două tipuri de sisteme de numerație de concepție proprie: 
- sistemul acrofonic, (sub foarte multe variante) care era folosit în special la inscripționarea monumentelor și monedelor, în operațiuni de comerț și pentru reprezentarea valorilor unităților de măsură (greutăți, capacități, suprafețe, distanțe etc.);
- sistemul alfabetic, folosit în special în limbajul matematic și în textele scrise  din uzul curent și din administrație;

Deși până la introducerea numerației arabe, în numerația greacă nu exista numărul „0”, unii savanți consideră ca probabilă ipoteza ca simbolul „zero” să fi ajuns la indieni, de la babilonieni prin intermediul grecilor. În mod curios, în multe documente se regăsesc simboluri pe care mulți le consideră a fi „simbolul vidului”: zero. 
Boyer C. și  U. Merzbach (A History of Mathematics, 1991) pretind că este foarte posibil ca simbolul zero să-și aibă originea în lumea greacă, probabil în Alexandria, și ca acesta să fi ajuns în India după ce aici s-a stabilizat sistemul zecimal pozițional. Matematicianul Morris Kline (Oxford, 1972) afirmă că simbolul zero a fost găsit în documente grecești din Alexandria.

## Numerația acrofonică greacă (sec.  V î.Hr. – 95 î.Hr.)
Încă de la sfârșitul perioadei arhaice (700 î.Hr. - 550 î.Hr.), vechii greci utilizau alături de sistemul de numerație alfabetic, un sistem zecimal aditiv nepozițional de concepție proprie, având aceleași caracteristici cu sistemul de numerație hieroglific cretan : exista câte un semn special pentru unitate și pentru primele patru puteri ale  bazei de numerație (10). 
Vechii greci foloseau o serie de simboluri numerice (cunoscute azi sub numele de cifre acrofonice), care  au fost clasificate în două categorii:
- caractere acrofonice atice, apărute în Atena și folosite în toată Atica (regiunea din estul Greciei centrale care includea și orașul-cetate Atena); aceste caractere sunt folosite în așa zisul sistem de numerație acrofonic atic sau sistem atic, care este cel mai cunoscut și mai documentat sistem acrofonic grec (o inscripție din Atena atestă existența acestor caractere acrofonice începând din anul 451/450 î.Hr.);
- caractere acrofonice neatice (sau arhaice) – caracterele folosite în celelalte polisuri și zone geografice ale vechii Elade și care nu pot fi considerate variante ale glifelor atice; aceste caractere sunt folosite în așa zisele sisteme de numerație acrofonice arhaice sau sisteme arhaice, care au fost folosite în majoritatea polisurilor și a regiunilor controlate de către acestea;

În perioada clasică, (480 î.Hr. - 323 î.Hr.), dominată de Atena, sistemele acrofonice arhaice încep să fie înlocuite treptat de sistemul acrofonic atic, aflat în uz până în anul 95 î.Hr. când a fost înlocuit de către sistemul alfabetic.
Notă: Sistemul de numerație acrofonic grecesc este cunoscut și sub denumirea de sistem herodian sau herodic -  de la numele unui gramatician bizantin, Aelius Herodianus - , căruia i s-a atribuit o lucrare, scrisă în sec. II d.Hr.,  în care este descris sistemul acrofonic; Karl Menninger a arătat că această denumire nu are sens deoarece lucrarea respectivă a fost scrisă după ieșirea sistemului din uz, și, pe lângă aceasta, savanții moderni consideră că lucrarea în cauză nu a fost scrisă de Herodian. (Karl Menninger: "Number Words and Number Symbols: A Cultural History of Numbers", Göttingen, 1957).
Caracterele acrofonice (atice și neatice) constituie subiectul unei recente propuneri Arhivat în 3 iulie 2008, la Wayback Machine. de unicode făcute de a T.G.L. (Thesaurus Linguae Graecae).

### Sistemul acrofonic atic
Sistemul acrofonic atic, apărut în vechea Atenă, era un sistem zecimal hibrid (aditiv și parțial multiplicativ). El folosea numai 6 simboluri care par a fi cinci litere din alfabetul grec alese după inițiala numelui grecesc al cifrei respective (excepție face cifra 1 care este reprezentată printr-o simplă linie verticală „│”, la fel ca în sistemul de numerație egiptean sau cretan).  Astfel, Γ (vechea formă a literei Π, folosită azi), este inițiala de la ΠENTE, (pente - cinci); Δ (ΔEKA, deka - zece); H ( HEKATON, hekaton, - o sută); X (XILIO, khilioi –  o mie); și M (MYPIOI, murioi – zece mii): 
│ = 1, Γ ( pi ) = 5, Δ ( delta) = 10, Η ( eta ) = 100, Χ( xi )= 1000, Μ ( mu ) = 10000
Este interesant de notat că acest sistem este strict zecimal cu excepția cifrei Γ (5), care provine probabil dintr-un alt sistem grec de numerație, mai vechi, în baza cinci. 
Pentru reprezentarea numerelor, cifrele atice sunt combinate după principiul aditiv și parțial după cel multiplicativ. Nici un simbol nu se repetă mai mult de patru ori.
Sunt două căi de a combina cele șase simboluri pentru a reprezenta numerele. Primul este că una din cifrele Δ, H, X sau M înscrisă în parte de sus a cifrei  Γ (5)   reprezintă o înmulțire cu cinci:

Al doilea este acela de a juxtapune și a aduna cifrele, ca la numerația romană. De exemplu HΔΔΓII reprezintă 100+10+10+5+1+1 sau 127. De regulă simbolurile sunt scrise în ordine descrescătoare, dar nu întotdeauna.

### Sistemele acrofonice arhaice (sec. VII î.Hr. – sec. V î.Hr.)
În aceeași perioadă în care grecii din Atica foloseau sistemul acrofonic atic, celelalte polisuri și-au dezvoltat sisteme de numerații proprii bazate pe aceleași principii și având aceleași caracteristici cu acesta. 
O taxonomie completă, care să cuprindă toate sistemele de numerație catalogate a fi de acest tip și adoptate de  diferite polisuri din spațiul cultural al vechii Grecii este dificil de făcut, dar se poate observa ușor că, datorită funcției majore a acestor sisteme (cea de a facilita comerțul), diferențele structurale dintre ele erau relativ mici (în general se rezumau la variante ale glifelor non-atice folosite și și a modului de notare a puterilor bazei). 
Urme ale acestor sisteme de numerație au fost găsite în mai toate orașele-cetate din vechea Grecie: în Troizen  (polis din sudul  peninsulei Balcanice), în peninsula Calcidică (nordul Greciei), în Chersonesos Tauric (Crimeea de azi), în Teba, în Karistos (insula Evia), în Epidaur, Argos și Nemea (estul peninsulei Peleponez), în Orchomenos, Tesphia, Argive ș.a.

## Numerația alfabetică greacă (secolul al VI-lea î.Hr. – secolul al XV-lea d.Hr.)
În secolul al VI-lea î.Hr., în orașul-stat Milet din provincia antică Ionia, se dezvoltă un sistem de numerație zecimal aditiv nepozițional bazat pe 27 de semne: cele 24 de caractere ale alfabetului ionian plus încă trei caractere arhaice provenite fie dintr-un alfabetul grec anterior, fie împrumutate dintr-un alfabet al altui popor: digama, koppa și sampi.
Istoric: Miletul a fost cel mai important oraș-cetate din vechea colonie greacă Ionia, situată pe coasta vestică a Asiei Minor (o fâșie cu lățimea de 40 km din sectorul central al coastei vestice a Anatoliei din Turcia  zilelor noastre). Din Milet sistemul s-a răspândit în întreaga provincie Ionia, iar de aici, în alte zone ale vechii Elade. Între anii 475 î.Hr. -  325 î.Hr. (perioada de dominație a Atenei)  răspândirea acestui sistem stagnează, în favoarea numerației acrofonice care devine dominantă în această perioadă. În ultima perioadă a secolului al IV-lea î.Hr. sistemul alfabetic începe să fie preferat în întreaga lume a vorbitorilor de limbă greacă, și prin anul 100 î.Hr., o dată cu căderea Imperiului Roman și începutul perioadei bizantine, sistemul alfabetic este adoptat în mod oficial de către Atena, devenind predominant.
Uzual, sistemul de numerație atic este  cunoscut sub mai multe denumiri:
- sistem alfabetic grec: deoarece folosește drept cifre literele alfabetului grec;
- sistem ionian : de la alfabetul ionian (alfabetul grec de astăzi este identic cu cel folosit în timpul secolului al VIII-lea î.Hr. în Ionia);
- sistem milesian: de la numele orașului-cetate Milet unde a apărut;
- sistem alexandrin: după așa numită perioadă alexandrină din istoria Greciei (secolul al IV-lea î.Hr. – V-lea d.Hr.)

Descrierea sistemului atic
Pentru notarea cifrelor s-au folosit cele 24 de litere ale alfabetului grec plus trei caractere dispărute din alfabetul grec clasic: digamma, goppa și sampi. 
Fiecărei litere a alfabetului i s-a asociat o cifră și se utilizau primele opt litere  pentru unități (1, 2, 3, 4, 5, 7, 8, 9) plus digamma pentru 6, următoarele opt pentru zeci (10, 20, ... , 80) plus goppa pentru 90 și ultimele opt pentru sute (100, 200, ... , 800) plus sampi pentru 900). 
Pentru a se putea cunoaște valoarea reprezentată de un număr, sistemul alfabetic folosea (suplimentar față de  cele 27 de caractere) și alte semne complementare (simboluri, indici inferiori sau superiori etc.).
Sistemul alfabetic operează conform principiului aditiv, valorile numerice ale fiecărei litere dintr-un număr sunt adunată împreună pentru a forma un total (de ex. 241 se scrie σμα (200 + 40 + 1) iar 109 se scrie ρθ (100 + 9).
Cifrele erau scrise de obicei în ordine descrescătoare, dar aceasta nu constituia o regulă. Într-un text, pentru a le putea distinge de cuvinte, numerele se supraliniau, sau, mai rar, se subliniau cu un scurt șir de puncte.
Reprezentarea numerelor mari
Pentru a nu risca confuzii, grecii au ales ca numerele cuprinse în intervalul [1000 - 9000] să fie scrise printr-o cifră din intervalul [1 – 9], precedată la stânga de un apostrof  ['] sau de un soi de virgulă [,]; prezența acestor diacritice desemna o înmulțire cu 1000:
'γσζ = 3 x 1000 + 200 + 7 = 3287
,ßδ = 2 x 1000 + 4 = 2004
Pentru numerele mai mari de 10000 se folosea simbolul M, care, pus la stânga unui număr indica faptul că acesta trebuie înmulțit cu 10000: 
Mε = 1000 x 5 = 50000
Mακ∙σπζ = [10000 x (1 + 20)] + 200 + 80 + 7 = 210287
Existau și variante ale acestei notații. Numerele de mai sus puteau fi scrise și astfel:
Mε = 50000
Mακ σπζ = 210287
Reprezentarea fracțiilor
Sistemul era rezonabil pentru numere întregi, dar foarte inadecvat pentru scrierea fracțiilor, notația acestora dând naștere la multe ambiguități. Un accent acut [ '] plasat după număr reprezenta o fracție unitară:  
ß' = 1/2
μß' = 1/42
Dar acest ultim exemplu poate să însemne de asemenea și 40 ½.  Fracțiile complexe puteau fi scrise similar, dar pentru citirea lor corectă, contextul era esențial. Numărătorul era supraliniat iar numitorul era urmat de semnul diacritic:  
να πδ' = 5 1/84 (unde να era supraliniat)
Mai mulți învățați greci au produs variante ale acestei notații, Arhimede reușind să exprime un număr de ordinul 1064 (numărul total de fire de nisip pe care poate să le conțină o sferă care cuprinde lumea). 
Sistemul a avut difuzare limitată, fiind complet inoperant pentru calcule scrise, ceea ce i-a condamnat pe greci la folosirea abacului pentru executarea celor mai simple calcule.
Grecii contemporani au păstrat această notație pe care o folosesc pentru reprezentarea numerelor ordinale (primul, al doilea, al treilea etc.) și în alte ocazii (la fel cum cifrele romane sunt folosite azi la noi). Pentru numerele cardinale sunt folosite cifrele arabe.